# رسلمانیا ۲۳
رِسِلمانیا ۲۳ (به انگلیسی: WrestleMania 23) بیست و سومین دوره از رویداد غیر رایگان (Pay-Per-View) رسلمانیا می‌باشد که توسط کمپانی دبلیودبلیوئی برای برَندهای راو و اسمک‌دَون و ای سی دابلیو تهیه می‌شود و این دوره اش هم در ۱ آوریل ۲۰۰۷ در ورزشگاه فورد فیلد در شهر دیترویت در ایالت میشیگان برگزار شد. این رویداد اولین رسلمنیا در فورد فیلد و دومین رویدادی بود که در منطقه شهری دیترویت (پس از رسلمنیا ۳ که در Pontiac Silverdome در پونتیاک، میشیگان بود) برگزار شد.
مسابقه اصلی این رویداد، که مسابقه اصلی برند راو بود، جان سینا در مقابل شاون مایکلز برای کمربند قهرمانی دبلیو دبلیوئی قرار گرفت که در آن سینا برنده شد. در دیگر مسابقه مهم باتیستا در مقابل آندرتیکر برای قهرمانی کمربند سنگین‌وزن جهان قرار گرفت که در آن آندرتیکر پیروز شد. همچنین در مسابقه اصلی برند ای سی دابلیو بابی لشلی قهرمان جهان این برند (به نمایندگی از دونالد ترامپ) قهرمان بین قاره‌ای راو یعنی اوماگا (به نمایندگی از وینس مک ماهون) را در مسابقه‌ای شکست داد و بعد از آن، ترامپ وینس مک ماهون را به خاطر شکست اوماگا کچل کرد! این مسابقه به عنوان «نبرد میلیاردرها» نامگذاری شد.

## زمینه‌سازی

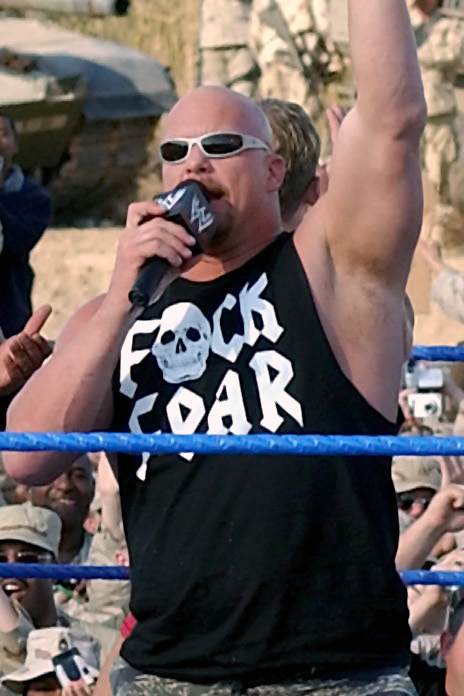
استون کلد آستین یکی از قهرمانان این دوره

رسلمانیا به عنوان بهترین رویداد سالانه دبلیودبلیوئی و نماد این کمپانی معرفی می‌شود؛ چرا که قدیمی‌ترین و دارای بیشترین تعداد برگزاری در تاریخ کشتی حرفه‌ای و در دبلیودبلیوئی از نظر اهمیت برابر سوپر بول در ورزش لیگ فوتبال ملی در کشور آمریکا است. این رویداد شامل مسابقاتی بین دشمنی‌های موجود، ماجراهای پیش آمده و داستان‌هایی خواهد بود که پیش از این در برنامه‌های راو یا اسمک داون پخش شده بود. کشتی‌گیرها با توجه به مسابقات یا سری اتفاقاتی که برایشان رخ می‌دهد، تنش را به حد اکثر می‌رساند و نقش منفی یا قهرمان به خود می‌گیرند.

## نتایج
| #                                                     | مسابقه | نوع مسابقه                                           | مدت زمان |
| ----------------------------------------------------- | --- | ---------------------------------------------------- | -------- |
| ۱                                                     | ریک فلر و کارلیتو پیروز در مقابل گریگوری هلمز و چاوو گوئررو                                                                                        | مسابقه لومبرجک                                       | ۶:۱۲     |
| ۲                                                     | مسترکندی پیروز در مقابل سی ام پانک و رندی اورتون و فینلای و مت هاردی و کینگ بوکر‌ و جف هاردی‌ و اج                                                   | مسابقه مانی این د بنک                                | ۲۴:۱۰    |
| ۳                                                     | گریت کالی پیروز در مقابل کین | مسابقه تک نفره                                       | ۵:۳۰     |
| ۴                                                     | کریس بنوا(c) پیروز در مقابل ام وی پی | مسابقه تک نفره برای قهرمانی کمربند ایالات متحده      | ۹:۱۵     |
| ۵                                                     | آندرتیکر پیروز در مقابل باتیستا (c) | مسابقه تک نفره برای قهرمانی سنگین وزن جهان           | ۱۵:۴۶    |
| ۶                                                     | گروه ECW Originals (راب ون دام، تامی دریمر، سابو و مرد شنی) پیروز در مقابل نژاد جدید (الیجا برک، مارکوس کور فون، مت استریکر و کوین تورن) (با آریل) | مسابقه تک تیم هشت نفره                               | ۷:۲۷     |
| ۷                                                     | بابی لشلی (به همراه دونالد ترامپ) پیروز در مقابل اوماگا (به همراه آقای مک ماهون و آرماندو آلخاندرو استرادا)                                        | مسابقه مو در مقابل مو با داوری استون کلد استیو آستین | ۱۳:۰۰    |
| ۸                                                     | ملینا پیروز در مقابل اشلی | مسابقه تک نفره                                       | ۳:۴۰     |
| ۹                                                     | جان سینا پیروز در مقابل شان مایکلز با تسلیم فنی | مسابقه تک نفره برای قهرمانی کمربند دبلیودبلیوئی      | ۲۸:۲۰    |
| - (c) – نشان‌دهنده قهرمان(هایی) است که به میدان می‌روند | |                                                      |          |